# Ганничі
Ганничі — гідрологічний заказник місцевого значення в Україні. Розташований у Золотоніському (Чорнобаївському) районі Черкаської області, в адміністративних межах села Малі Канівці.

## Опис
Площа 30 га. Створено рішенням Черкаської обласної ради від 21.09.2018 року № 24-51/VII. Перебуває у віданні Чорнобаївської селищної громади.
На території представлений типовий комплекс болотної рослинності; болото узгоджується з характером річища р. Ірклій, в заплаві якого воно утворилося; спостерігаються процеси зміни рослинних угруповань, зокрема й у зв'язку з недостатньою забезпеченістю підземними й поверхневими водами.